# IOS 9
iOS 9 là phiên bản thứ 9 của hệ điều hành iOS, hệ điều hành trên các thiết bị di động do Apple Inc. phát hành. Phiên bản này tập trung ít hơn vào các tính năng mới mà sẽ giúp tối ưu hóa thiết bị nhiều hơn, giúp kéo dài thời gian sử dụng pin cho thiết bị của Apple. Nó được phát hành vào ngày 16 tháng 9 năm 2015.
Theo như thông báo của Apple vào ngày 21 tháng 9 năm 2015, iOS 9 đã được cài đặt cho khoảng 50% thiết bị iOS, thống kê bằng App Store. Tính đến  ngày 29 tháng 8 năm 2016, con số này đã lên đến 88%.

## Tính năng

### Đa nhiệm

#### Giao diện
Apple đã cập nhật ứng dụng chuyển đổi trên iOS 9 với một thiết kế mới nhưng có chức năng tương tự. Thay vì di chuyển sang bên trái để xem các nội dung cũ, các thẻ đa nhiệm được được sắp xếp tuần tự từ phải sang trái theo thứ tự thời gian sử dụng gần nhất. Mỗi thẻ có khả năng hiển thị một phần nội dung mà bạn đã làm trong các ứng dụng trước đó. Sự thay đổi này được đánh giá là kém hơn so với iOS 8 nhưng bù lại nó mỗi thẻ có kích thước lớn hơn rất nhiều.
Mặc dù mới ra mắt vào năm ngoái nhưng Recent/Favorite Contacts đã bị loại bỏ trên iOS 9. Bù lại, Apple đã bổ sung thêm một cải tiến mới – đó là cái tab nhỏ ở phía dưới cùng của màn hình. Nó liệt kê những ứng dụng được máy gợi ý, bạn chỉ cần kéo lên để hoạt động ngay thay vì phải trở lại màn hình home.
Những thay đổi trên App Switcher không nhiều nhưng nó cũng cho thấy Apple đã lắng nghe ý kiến người dùng, đồng thời đây còn là động thái nhằm chuẩn bị cho những tính năng sẽ xuất hiện trên các thiết bị mới, cụ thể là màn hình 3D Touch trên iPhone 6s, iPhone 6s Plus và khả năng đa nhiệm trên iPad.

#### Đa nhiệm trên iPad
Có thể thấy rằng các tính năng mới nhất trên iOS được Apple bổ sung để có thể tương tác với nhiều ứng dụng trên iPad. Giống như một chiếc máy tính truyền thống, giờ đây bạn có thể hiển thị hai ứng dụng cùng lúc trên màn hình. Có ba loại đa nhiệm là: Silde Over, Split View và Picture in Picture.

##### Slide Over
Trên iPad Air và các thiết bị đời cũ, bạn có thể vuốt từ cạnh phải màn hình để mở một cửa sổ nhỏ, chạy các ứng dụng khác bên cạnh ứng dụng đang sử dụng. Bạn có thể dễ dàng chuyển đổi các ứng dụng từ màn hình phụ này. Để tắt cửa sổ Silde Over, bạn chỉ cần chạm vào màn hình chính hoặc vuốt ngược lại là được.

##### Chia đôi cửa sổ (Split View)
Split Screen sẽ thực hiện chính xác những gì bạn mong đợi với việc tương tác hai ứng dụng cùng lúc trên màn hình cảm ứng. Từ giao diện Slip Over, bạn có thể kéo tab bên cạnh trái của cửa sổ sang bên trái để mở rộng các ứng dụng vào đa nhiệm Spit Screen. Hai ứng dụng sẽ hiển thị cùng lúc, bạn có thể điều chỉnh tỷ ty lệ 66/33 hoặc 50/50 tùy ý.
Do dung lượng bộ nhớ RAM hạn chế và yêu cầu cấu hình cao nên Split View chỉ hỗ trợ những thiết bị từ iPad Air 2 hoặc iPad Mini 4 trở lên. Nếu bạn đang có trong tay thiết bị mới nhất từ Apple, iOS 9 thực sự giá trị đối với những tính năng này. Nó giúp gia tăng lợi ích và biến iPad thành một công cụ hữu hiệu.

##### Ảnh trong Ảnh (Picture-in-Picture)
Khác với Slide Over và Split View, Picture-in-Picture hoặc đông tương tự như chức năng thu nhỏ màn ứng dụng thành một cửa sổ thả trôi trên các thiết bị di động của Samsung. Lúc này, bạn vẫn có thể tương tác và dành phần lớn không gian để sử dụng ứng dụng chính mà không bỏ qua bất kỳ thông báo nào từ màn hình thu nhỏ kia.
Bạn cũng có thể thay đổi mở rộng hoặc thu nhỏ cửa sổ với hai ngón tay, cũng như di chuyển sang bất cứ vị trí nào mà bạn muốn trên màn hình. Picture-in-Picture được hỗ trợ bởi tất cả các iPad có hỗ trợ Slide Over.

### Bàn phím
iOS 9 cũng mang đến một sự thay đổi nhỏ trên bàn phím mặc định của iPad. Bạn có thể đặt hai ngón tay lên bàn phím để biến nó thành một trackpad, dùng để điều khiển con trỏ khi gõ văn bản. Điều này cho phép bạn di chuyển linh hoạt và làm nổi bật phần tài liệu một cách nhanh chóng mà không cần đến các công cụ soạn thảo của iOS.
Tính năng trackpad cũng tích hợp sẵn trên iPhone 6s thông qua màn hình 3D Touch. Bên cạnh đó, các thiết bị iPad sẽ có thêm một thanh shortcut chạy dọc phía trên của bàn phím để truy cập vào các chức năng thao tác văn bản thông thường như Cut, Copy và Paste nhanh hơn. Vấn đề phím Shift trên bàn phím mặc định cũng được giải quyết triệt để. Giờ đây, người dùng có thể dễ dàng phân biệt và chuyển đỗi giữa chữ hoa và chữ thường, thay vì cùng một mặc định chữ hoa như trước kia.

### Ứng dung Ghi chú
iOS 9 cho thấy sự đại tu trên ứng dụng Note với một bộ tính năng mở rộng đáng kể khi so sánh với các ghi chú văn bản đơn giản tồn tại trước đây. Bây giờ bạn có thể truy cập tùy chọn định dạng font chữ, danh sách ghi chú, thậm chí là vẽ trực tiếp lên màn hình. Liên kết cũng được hiển thị với một hình ảnh thu nhỏ và xem trước văn bản, đưa đến hình dung rõ nét hơn so với những liên kết trần. Ghi chú cũng được đồng bộ hóa với tài khoản iCloud. Tuy nhiên, Notes mới chỉ hỗ trợ cho iOS 9 và OS X EI Capitan 10.11 (sẽ ra mắt cuối tháng này), không tương thích ngược với các nền tảng cũ.

### Chế độ Nguồn điện Thấp (Low Power Mode)
Low Power Mode là chế độ tiết kiệm pin lần đầu tiên xuất hiện trên nền tảng iOS của Apple. Hãng đã nghiên cứu sâu hơn vào nền tảng iOS 9 để có thể tăng thời lượng sử dụng lên thêm 1 giờ so với các phiên bản trước. Tuy nhiên, với chế độ Low Power Mode, nó có thể kéo dài hơn nữa.
Khi kích hoạt tính năng này, thiết bị iOS của người dùng sẽ tự động tắt đi những tính năng không cần thiết và gây hao pin như các hiệu ứng hình ảnh, chuyển cảnh, ứng dụng chạy nền, làm mới email,… để tiết kiệm càng nhiều năng lượng càng tốt. Bạn có thể kích hoạt chế độ này trong mục “Battery” ở phần “Settings” và nó sẽ tự động tắt khi iPhone được sạc điện. Được biết, Low Power Mode có thể tiết kiệm thêm 3 giờ sử dụng cho chiếc iPhone, iPad hay iPod Touch trên iOS 9.

### Tìm kiếm Spotlight
Trên iOS 9, Apple đã chuyển khu vực tìm kiếm Spotlight Search sang phía bên trái của màn hình home đầu tiên, giống như vị trí trên các phiên bản iOS cũ trước khi được thiết kế lại ở iOS 7. Ngoài thay đổi đó, Apple cũng bổ sung nhiều tính năng tìm kiếm thông minh hơn.
Cụ thể, Spotlight có thể trả lại nhiều loại câu hỏi hơn, tận dụng việc mở rộng cơ sở dữ liệu Siri. Thay vì nói chuyện, bạn chỉ cần gõ những gì bạn muốn biết, Bạn có thể chuyển đổi tiền tệ, làm phép toàn đơn giản, tra cứu kết quả trận đấu và nhiều hơn thế từ Spotlight. Các ứng dụng của bên thứ ba có thể tích hợp với hệ thống để hiển thị kết quả tìm kiếm của mình trong danh sách. Ví dụ, bạn có thể tìm kiếm các ghi chú của mình trong Evernote hay tài liệu từ bộ Office ngay trên Spotlight.
Ngay cả khi không gõ bất cứ điều gì, bạn sẽ nhận thấy một mục dưới khung tìm kiếm, có tên gọi “Top Hits”. Đây là những gợi ý từ Siri dựa trên thói quen tìm kiếm, duyệt web hay địa điểm hiển tại của bạn. Nếu bạn luôn kiểm tra Twitter khi thức dậy, iOS 9 sẽ hiển thị các tweet tại đây để bạn có thể đọc và truy cập nhanh. Bên cạnh đó, nó còn cung cấp một danh sách các địa điểm thú vị gần nơi bạn đứng, được cung cấp bởi Apple Maps, hoặc thông tin hữu ích mà Siri nghĩ người dùng sẽ quan tâm.
Trên iOS 9, Apple giới thiệu một tính năng mới với tên gọi Proactive, cho phép đưa ra những gợi ý thông minh dựa tren thói quen sử dụng của người dùng.
Giờ đây, khi bạn cắm tai nghe vào điện thoại, trên màn hình khóa sẽ xuất hiện ứng dụng nghe nhạc để người dùng có thể nghe nhạc ngay lập tức. Nó cũng sẽ đề xuất các ứng dụng podcast nếu đo là những gì bạn làm thường xuyên nhất.
Tương tự vậy, khi iOS 9 phát hiện ra bạn đang lái xe trên đường thì thiết bị sẽ hiển thị một cánh bảo nhắc nhở về tính hình giao thông hiện tại cũng như gợi ý tuyến đường về nhà ngắn nhất, thông qua dữ liệu ETA. Mail sẽ tự động lên lịch cho bạn với dữ liệu thu thập được từ các email gửi đến, chẳng hạn như những người tham dự một cuộc họp sắp tới. Họ sẽ xuất hiện với những màu sắc khác nhau và có thể vô hiệu hóa tùy chọn.
Bạn sẽ không nhận thấy công cụ này ngay khi nâng cấp lên iOS 9. Nó cần một ít thời gian để tìm hiểu thói quen và sở thích của bạn nhằm cung cấp các đề xuất thích hợp.

### Ứng dung Bản đồ
Apple cải tiến dịch vụ Apple Maps trên iOS 9 với việc bổ sung tính năng chỉ đường đối với các dịch vụ giao thông công cộng như xe bus và xe điện. Đây là kết quả sau khi hãng này thâu tóm hai ứng dụng Embark và Hopstop. Tính năng này đã được Google cung cấp từ nhiều năm trước, nhưng công nghệ của Apple có đôi chút khác biệt: Nó có thể cho bạn biết chính xác cửa ra  ở đâu khi bạn muốn rời khỏi tàu hay nhà ga điện ngầm.
Hiện tính năng này chỉ hỗ trợ tại một số thành phố lớn, về sau Apple sẽ tiền hành mở rộng nó sang khu vực lân cận.

### iCloud Drive
Trên iOS 9, Apple đã bổ sung thêm một ứng dụng iCloud Drive cho phép người dùng có thể vào xem tất cả tài liệu được lưu trữ trên hệ thống đám mây của hãng. Giao diện của nó khá trực quan và dễ sử dụng, hiển thị dưới dạng biểu tượng hoặc danh sách. Bạn có thể xem trước các tập tin cũng như chia sẻ tài liệu một cách nhanh chóng, kể cả khi muốn chỉnh sửa trong một ứng dụng tương thích.
Một khi các nhà phát triển hỗ trợ các tính năng, iOS 9 cũng cho phép người dùng chỉnh sửa tài liệu trong nhiều ứng dụng nhưng chỉ có một bản sao của tập tin được lưu trữ trong iCloud Drive. Với iOS 8 và các phiên bản cũ, các ứng dụng phải tạo ra bản sao của riêng mình, do đó để lại rất nhiều bản sao trên không gian điện toán đám mây.

### Apple Wallet và Apple Pay
Trên iOS 9, Passbook được thiết kế lại với một biểu tượng mới và đổi tên thành Wallet. Mặc dù được biết đến với tên gọi mới nhưng về cơ bản thì chức năng của nó không có gì thay đổi. Với Wallet, người dùng có thể thêm mã thẻ khuyến mại nếu có vào trong ứng dụng để thanh toán thuận lợi hơn.
Bên cạnh đó, Apple Pay còn hỗ trợ thêm thẻ Discover và thẻ Discover khuyến mại trên hệ thống mua hàng của hãng.

### Apple News
Với iOS 9, ứng dụng Newsstand đã được gỡ bỏ hoàn toàn khỏi hệ thống. Hãng đã thay thể bằng một ứng dụng khác mang tên News với chức năng tương tự như một trình đọc RSS. Bạn có thể đăng ký thông tin từ các trang báo và nó được định dạng để tối ưu hóa trải nghiệm người đọc, tương tự như FlipBoard.  Một số nhà xuất bản sẽ xuất bản nôi dung dựa trên định dạng tài liệu mới của Apple (Apple News Format).